# Hans Hirsch (Musikwissenschaftler)
Hans Franz Rosa Heinz Hirsch (* 24. April 1933 in Reichenberg, Tschechoslowakei; † 23. Juni 2020 in Hamburg) war ein deutscher Musik- und Medienwissenschaftler.

## Leben

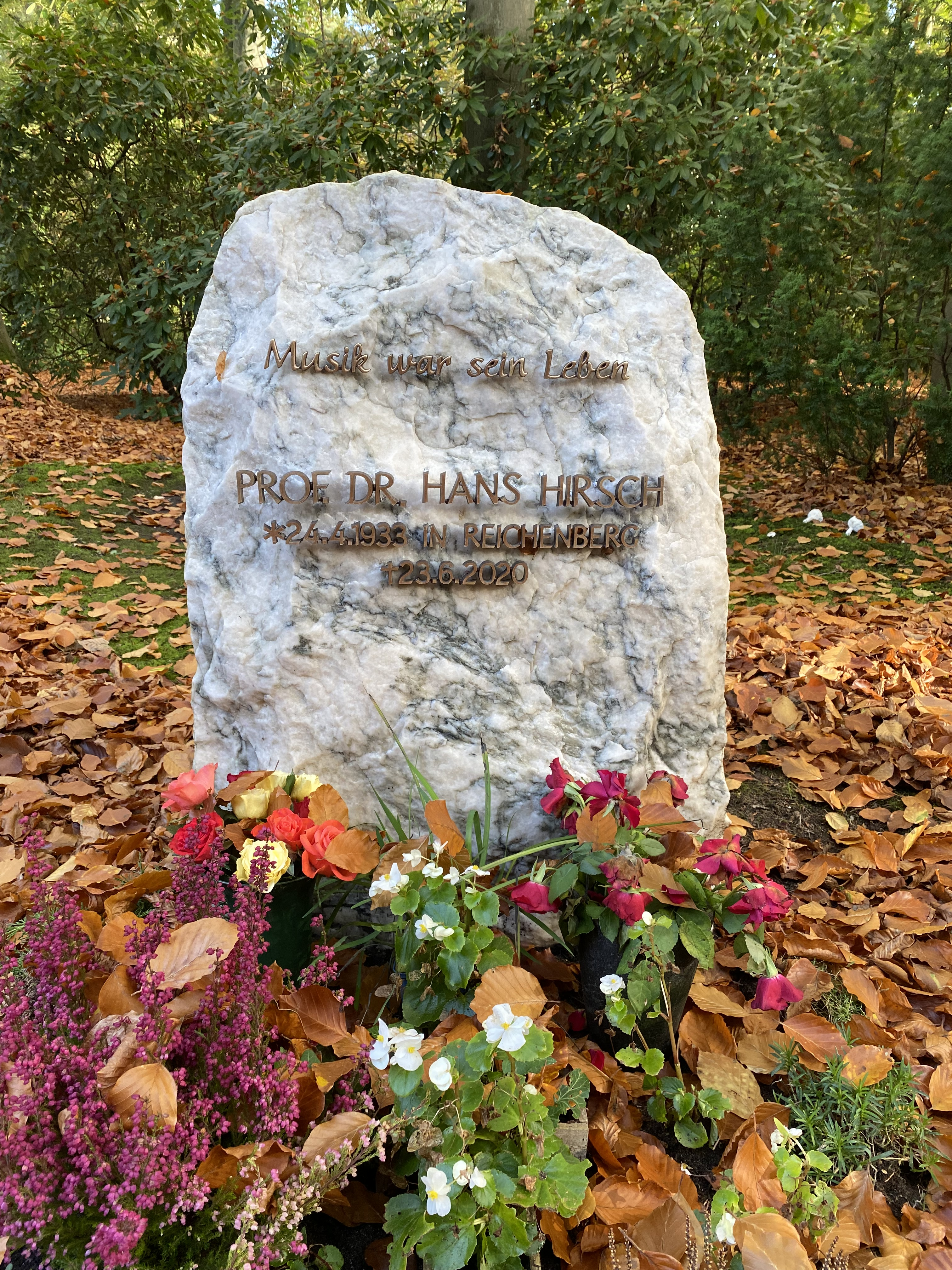
Grabstätte auf dem Friedhof Ohlsdorf

Hans Hirsch arbeitete von 1970 bis 1982 als Produktionsdirektor bei der Deutschen Grammophon-Gesellschaft, 1982 wechselte er als Vizepräsident der Klassikabteilung zur Polygram in Hamburg. Von 1985 bis 1989 leitete Hirsch die Hauptredaktion „Theater und Musik“ beim ZDF. Bei Teldec Classics International wirkte er ab 1989 zunächst als Geschäftsführer, von 1994 bis 1996 als Präsident.
An der Hochschule für Musik und Theater Hamburg hatte Hirsch seit 1979 eine Professur für die Lehrfächer Diskologie, Medienkunde und Kulturmanagement. Ferner war er für Warner Classics International in London beratend tätig.
Hirsch wurde 1986 Mitglied der Neuen Bachgesellschaft und gehörte von Beginn an bis zu seinem Tod dem Direktorium an. Hier war er an der Planung vieler Festveranstaltungen beteiligt, namentlich für das 79. Bachfest im Jahr 2004 in Hamburg.
Hans Hirsch verstarb im Alter von 87 Jahren in Hamburg und wurde auf dem dortigen Friedhof Ohlsdorf im Planquadrat W 22 beigesetzt.